# Ivajlo Markov
Ivajlo Borislavov Markov (in bulgaro Ивайло Бориславов Марков?; Sofia, 5 giugno 1997) è un calciatore bulgaro, difensore del Warta Poznań.

## Carriera

### Club
Ha giocato nella prima divisione bulgara ed in quella israeliana.

### Nazionale
Nel 2023 ha giocato una partita nella nazionale bulgara.

## Statistiche

### Presenze e reti nei club
Statistiche aggiornate al 17 luglio 2021.
| Stagione           | Squadra            | Campionato         | Campionato | Campionato | Coppe nazionali | Coppe nazionali | Coppe nazionali | Coppe continentali | Coppe continentali | Coppe continentali | Altre coppe | Altre coppe | Altre coppe | Totale | Totale |
| Stagione           | Squadra            | Comp               | Pres       | Reti       | Comp            | Pres            | Reti            | Comp               | Pres               | Reti               | Comp        | Pres        | Reti        | Pres   | Reti   |
| ------------------ | ------------------ | ------------------ | ---------- | ---------- | --------------- | --------------- | --------------- | ------------------ | ------------------ | ------------------ | ----------- | ----------- | ----------- | ------ | ------ |
| 2016-gen. 2017     | Lokomotiv Plovdiv  | A-PFG              | 0          | 0          | CB              | 2               | 0               |                    | -                  | -                  |             | -           | -           | 2      | 0      |
| gen.-lug. 2017     | Carsko Selo        | B-PFG              | 12         | 0          |                 | -               | -               |                    | -                  | -                  |             | -           | -           | 12     | 0      |
| 2017-2018          | Lokomotiv Plovdiv  | A-PFG              | 9          | 0          | CB              | 0               | 0               |                    | -                  | -                  |             | -           | -           | 9      | 0      |
| 2018-2019          | Carsko Selo        | B-PFG              | 21         | 0          | CB              | 1               | 0               |                    | -                  | -                  |             | -           | -           | 22     | 0      |
| 2019-2020          | Carsko Selo        | A-PFG              | 18         | 0          | CB              | 1               | 0               |                    | -                  | -                  |             | -           | -           | 19     | 0      |
| 2020-2021          | Carsko Selo        | A-PFG              | 24         | 0          | CB              | 1               | 0               |                    | -                  | -                  |             | -           | -           | 25     | 0      |
| Totale Carsko Selo | Totale Carsko Selo | Totale Carsko Selo | 63         | 0          |                 | 3               | 0               |                    | -                  | -                  |             | -           | -           | 66     | 0      |
| 2021-2022          | Hapoel Hadera      | LhA                | 0          | 0          | CI+TC           | 0+0             | 0               |                    | -                  | -                  |             | -           | -           | 0      | 0      |
| Totale carriera    | Totale carriera    | Totale carriera    | 84         | 0          |                 | 5               | 0               |                    | -                  | -                  |             | -           | -           | 89     | 0      |

## Palmarès

### Club

#### Competizioni nazionali
- Vtora profesionalna futbolna liga: 1

Carsko Selo: 2018-2019